# Ямамото (Міяґі)

37°57′45″ пн. ш. 140°52′40″ сх. д. / 37.96250° пн. ш. 140.87778° сх. д.
Ямамо́то (яп. 山元町, やまもとちょう, МФА: [jamamoto t͡ɕoː]) — містечко в Японії, в повіті Ватарі префектури Міяґі. Станом на 1 жовтня 2008 площа містечка становила 64,48 км². Станом на 1 січня 2009 населення містечка становило 17 077 осіб.